# Мегура (Біхор)
Мегура (рум. Măgura) — село у повіті Біхор в Румунії. Входить до складу комуни П'єтроаса.
Село розташоване на відстані 362 км на північний захід від Бухареста, 75 км на південний схід від Ораді, 83 км на захід від Клуж-Напоки, 135 км на північний схід від Тімішоари.

## Населення
За даними перепису населення 2002 року у селі проживали 338 осіб, усі — румуни. Усі жителі села рідною мовою назвали румунську.